# FK Borac Banja Luka
Az FK Borac Banja Luka bosznia-hercegovinai labdarúgócsapat, székhelye Banja Luka városában található. Jelenleg a bosznia-hercegovinai élvonalban szerepel.
A Borac szerb és bosnyák nyelven is harcost jelent. A jugoszláv élvonalban 16 idényt töltött, 1974-ben kupadöntőt játszott, 1988-ban pedig elhódította a jugoszláv kupát. Az összevont bosznia-hercegovinai labdarúgó-bajnokság élvonalában legjobb eredményét a 2010–11-es szezonban érte el, amikor is megnyerte a bajnokságot.
A labdarúgócsapat a Banja Luka-i Borac sportegyesület labdarúgó-szakosztálya.

## Korábbi elnevezései
- 1926–1945: RSK Borac

1945 óta jelenlegi nevén szerepel.

## Története

### A klubalapítástól az első élvonalbeli szereplésig (1926–1963)
A Borac sportegyesületét 1926. július 4-én Radnički sportski klub Borac (a Radnički sportski klub magyar fordításban: Munkások Sportegyesülete) név alatt alapították. Első jelentősebb eredményét 1928-ban érte el, mikor megnyert egy szarajevói labdarúgótornát.
1945-ben Fudbalski klub Borac névre keresztelkedett, majd a jugoszláv harmadvonalban vitézkedő együttes 1953-ban a másodosztályba lépett fel. Az 1961–62-es szezonban kapcsolódott be először hazája élvonalbeli küzdelmeibe, azonban az utolsó helyen végzett, így hamar búcsúzni kényszerült.

### Az első sikerek évtizedei (1964–1988)
Közel egy évtizednyi másodosztályban töltött időszakot követően jutott fel ismét az élvonalba, ahol az 1971–72-es szezontól kezdődően négy idényt töltött. Fokozatosan, egy-egy lépcsőfokkal lépett fentebb a ranglétrán (14., 13., majd 12. helyen végzett), majd az 1973–74-es szezonban az első osztálytól búcsúzó Borac bejutott a jugoszláv kupa döntőjébe, amelyen a nevesebb és tapasztaltabb Hajduk Split 1–0-s arányban diadalmaskodott.
Mivel a Hajduk megnyerte a jugoszláv bajnokságot is, a Borac a kupadöntős jogán bemutatkozott a kupagyőztesek Európa-kupája 1974–1975-ös kiírásában. Az első akadályt még sikerrel vette (két kiütéses győzelemmel búcsúztatta a luxemburgi US Rumelange együttesét), azonban a belga Anderlecht elleni összecsapások a végállomást jelentették.
Az európai kupák porondjától búcsúzó Borac kiegyensúlyozott teljesítménnyel megnyerte a másodosztályú labdarúgó-bajnokságot, majd az élvonalban ragadt. 1977-ben története addigi legjobb bajnoki eredményét érte el és a 6. helyen végzett. A következő három idényben rendre a tabella második felében zárt, majd hat idényt követően 1981-ben búcsúzott el a jugoszláv első osztálytól.

### A kupagyőzelemtől az első boszniai bajnokságig (1988–1995)
Az 1988–89-es szezon a másodosztályú Borac kupameneteléséről maradt emlékezetes. A másodvonal győztese bejutott a jugoszláv kupa fináléjába, majd 1–0-s arányban diadalmaskodott a Crvena zvezda felett. A bravúros siker egyben jugoszláv labdarúgó-történelmi tett is volt egyben, mivel korábban nem fordult elő az, hogy a nemzeti kupát másodosztályú csapat hódítsa el.
Bosznia-Hercegovina 1992-ben kiáltotta ki függetlenségét, ezért hogy a Borac továbbra is a jugoszláv élvonalban maradhasson, Belgrádba tette át székhelyét. Előbb megnyerte a közép-európai kupát, majd a boszniai háború közvetett hatásai a csapatmorált is szétzilálták, a csapat a 19., utolsó helyen zárt.

### Bosznia-Hercegovina
Az 1996–97-es szezont a Boszniai Szerb Köztársaság labdarúgó-bajnokságának élvonalában kezdte meg, ahol ezüstérmesként végzett. Teljesítményét egy idénnyel később megismételte, majd a tabella második felébe szorult.
Az összevont bosznia-hercegovinai labdarúgó-bajnokság megszervezése után a 3. helyen jutott fel az egységesített élvonalba. 2004-ben még elbukta, 2010-ben azonban – hatalmas csatában, idegenben szerzett több góllal – elhódította a boszniai kupát.

## Sikerei

### Nemzeti
- Bosnyák bajnokság:
  - Győztes (2):  2010/11, 2020/21
- Bosnyák kupa:
  - Győztes (2): 2010, 2024
- Jugoszláv kupagyőztes:
  - Győztes (1): 1988

### Nemzetközi
- Közép-európai kupa győztes (1): 1992

## Eredményei

### Élvonalbeli bajnoki szereplések

#### Jugoszlávia
A csapat összesen 14 szezont töltött a jugoszláv élvonalban, legjobb eredményét az 1991–92-es szezonban érte el, mikor a 4. helyen zárt. Az 1992–93-as idényben Banja Luka már Bosznia-Hercegovinához tartozott, ezért Belgrádba tette át székhelyét, így szerepelhetett az első osztályú pontvadászatban.
| Idény   | Helyezés | Idény   | Helyezés | Idény   | Helyezés |
| ------- | -------- | ------- | -------- | ------- | -------- |
| 1961–62 | 12. hely | 1975–76 | 10. hely | 1980–81 | 17. hely |
| 1970–71 | 14. hely | 1976–77 | 06. hely | 1989–90 | 14. hely |
| 1971–72 | 13. hely | 1977–78 | 12. hely | 1990–91 | 04. hely |
| 1972–73 | 12. hely | 1978–79 | 11. hely | 1991–92 | 08. hely |
| 1973–74 | 17. hely | 1979–80 | 14. hely | 1992–93 | 19. hely |

#### Boszniai Szerb Köztársaság
A boszniai háborút követő években a szerb entitású területen fekvő Banja Luka város csapata a Boszniai Szerb Köztársaság labdarúgó-bajnokságában versengett. A nemzetközi kupaszereplést nem jelentő pontvadászatot egy alkalommal nyerte meg, majd 2002-ben – a bosnyák, a horvát és a boszniai szerb csapatok vezetőinek megegyezését követően – feljutott a bosznia-hercegovinai első osztályba.
| Idény   | Helyezés | Idény   | Helyezés | Idény   | Helyezés |
| ------- | -------- | ------- | -------- | ------- | -------- |
| 1996–97 | 2. hely  | 1998–99 | 12. hely | 2000–01 | bajnok   |
| 1997–98 | 2. hely  | 1999–00 | 07. hely | 2001–02 | 3. hely  |

#### Bosznia-Hercegovina
A 2009–110-es szezonig összesen hat idényt töltött az összevont bosznia-hercegovinai első osztályban. Legjobb eredményét a 2009–10-es pontvadászatban érte el.
| Idény   | Helyezés | Idény   | Helyezés | Idény   | Helyezés |
| ------- | -------- | ------- | -------- | ------- | -------- |
| 2002–03 | 07. hely | 2004–05 | 15. hely | 2008–09 | 05. hely |
| 2003–04 | 07. hely | 2005–07 | 15. hely | 2009–10 |          |

### Európaikupa-szereplés

#### Összesítve
| Kupa                              | J | GY | D | V | LG–KG |
| --------------------------------- | - | -- | - | - | ----- |
| Kupagyőztesek Európa-kupája (KEK) | 6 | 4  | 0 | 2 | 17–8  |
| Összesítve                        | 6 | 4  | 0 | 2 | 17–8  |

#### Szezonális bontásban
| Idény     | Kupa                        | Forduló    | Klub              | 1. mérk. | 2. mérk. |
| --------- | --------------------------- | ---------- | ----------------- | -------- | -------- |
| 1975–1976 | Kupagyőztesek Európa-kupája | 1. forduló | US Rumelange      | 9–0      | 5–1      |
| 1975–1976 | Kupagyőztesek Európa-kupája | 2. forduló | Anderlecht        | 0–3      | 1–0      |
| 1988–1989 | Kupagyőztesek Európa-kupája | 1. forduló | Metalliszt Harkov | 2–0      | 0–4      |

Megjegyzés: Csak az Európai Labdarúgó-szövetség (UEFA) által szervezett európai kupák eredményeit tartalmazza. Az eredmények minden esetben a Borac Banja Luka szemszögéből értendőek, a félkövéren jelölt mérkőzéseket pályaválasztóként játszotta.

## Játékosok

### Játékoskeret
2020. augusztus 22-i állapotnak megfelelően.
| #  |     | Poszt | Név                  |
| -- | --- | ----- | -------------------- |
| 1  | SRB | K     | Bojan Pavlović       |
| 2  | BIH | V     | Filip Račić          |
| 3  | BIH | V     | Marko Kujundžić      |
| 4  | BIH | KP    | Aleksandar Radulović |
| 5  | SRB | V     | Marko Jovanović      |
| 7  | BIH | CS    | Saša Kajkut          |
| 8  | CRO | KP    | Ivan Crnov           |
| 9  | BIH | CS    | Bojan Marković       |
| 10 | BIH | KP    | Vladan Danilović     |
| 11 | BIH | V     | Đorđe Ćosić          |
| 12 | BIH | K     | Luka Damjanović      |
| 13 | BIH | CS    | Dino Kalesić         |
| 14 | BIH | V     | Siniša Dujaković     |
| 15 | BIH | CS    | Amar Cerić           |

| #  |     | Poszt | Név                 |
| -- | --- | ----- | ------------------- |
| 16 | BIH | KP    | Aleksandar Vojnović |
| 17 | CRO | KP    | Marko Brtan         |
| 18 | BIH | V     | Aleksandar Subić    |
| 19 | BIH | CS    | Jovo Lukić          |
| 20 | BRA | V     | Douglas Cruz        |
| 21 | SRB | KP    | Dejan Bosančić      |
| 22 | BIH | KP    | David Čavić         |
| 23 | BIH | KP    | Stojan Vranješ      |
| 24 | BIH | V     | Nemanja Janičić     |
| 28 | BIH | V     | Đorđe Milojević     |
| 77 | SRB | CS    | Almedin Ziljkić     |
| 88 | GAM | CS    | Momodou Jallow      |
| 99 | BIH | CS    | Goran Zakarić       |
| —  | BIH | V     | Miloš Borovčanin    |

### A klub korábbi híresebb labdarúgói
| - Petar Ađanski - Dževad Agić - Zlatan Arnautović - Mensur Bajagilović - Zdravko Barišić - Zoran Batrović - Pašo Bećirbašić - Suad Beširević - Franko Bogdan - Drago Bogojević - Berislav Buković - Zeljko Buvač - Berislav Buković - Miloš Cetina - Slaviša Čula - Vladimir Ćulafić - Fuad Đulić - Miodrag Đurđević - Husnija Fazlić - Nenad Gavrilović - Dragan Gugleta - Muhamed Ibrahimbegović - Marjan Jantoljak - Emir Jusić - Slobodan Karalić - Adem Kasumović | - Mladen Klobučar - Tomislav Knez - Mersud Demirović - Mirko Kokotović - Esad Komić - Abid Kovačević - Dževad Kreso - Hikmet Kušmić - Nenad Lazić - Zvonko Lipovac - Stojan Malbašić - Dragan Marjanović - Božur Matejić - Josip Pelc - Duško Radaković - Izet Redžepagić - Mirsad Sejdić - Zoran Smileski - Velimir Sombolac - Momčilo-Bobi Spasojević - Borče Sredojević - Dragoslav Sredojević - Damir Špica - Suad Švraka - Mile Tomljenović - Zvonko Vidačak - Milan Vukelja |

## Külső hivatkozások
- Hivatalos honlap (szerbül)
- Adatlapja az uefa.com-on (angolul)
- Adatlapja Archiválva 2008. május 17-i dátummal a Wayback Machine-ben a foot.dk-n (angolul)
- Adatlapja[halott link] a weltfussballarchiv.de-n (angolul)
- Legutóbbi eredményei a soccerway.com-on (angolul)
- Adatlapja az eufo.de-n (angolul)
- Adatlapja weltfussball.de-n (németül)
- Adatlapja a transfermarkt.de-n (németül)